# 克夫尔和瓦尔瑟里
克夫尔和瓦尔瑟里（法語：Cœuvres-et-Valsery，法語發音：[kœvʁ e valsəʁi]）是法国上法蘭西大區埃纳省的一个市镇，属于苏瓦松区。

## 地理
克夫尔和瓦尔瑟里（49°20'21"N, 3°9'18"E）面积12.52 平方千米，位于法国上法蘭西大區埃纳省，该省份为法国北部内陆省份，北起北部省，西接索姆省和瓦兹省，东临阿登省和马恩省，西南至塞纳-马恩省，东北部与比利时接壤。
与克夫尔和瓦尔瑟里接壤的市镇（或旧市镇、城区）包括：屈特里、拉韦尔西讷、蒙戈贝尔、莫特方丹、圣皮埃尔艾格勒、苏西。

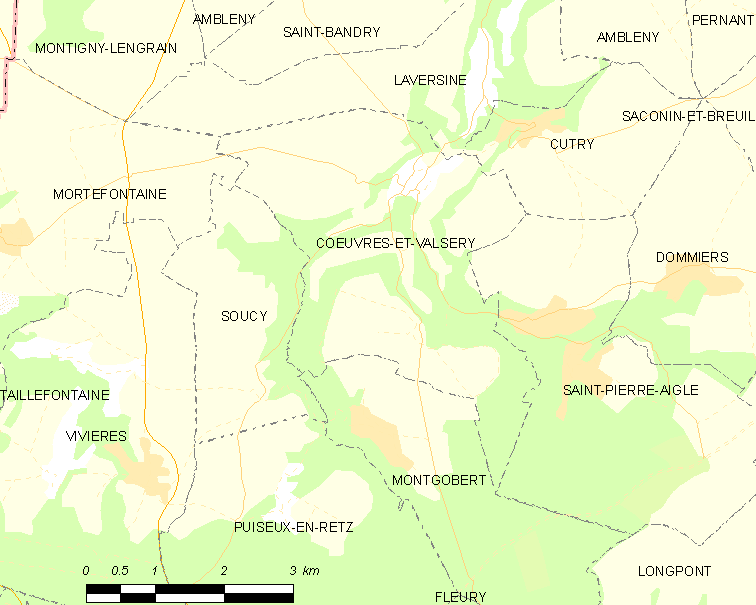
克夫尔和瓦尔瑟里的OSM定位图

克夫尔和瓦尔瑟里的时区为UTC+01:00、UTC+02:00（夏令时）。

## 行政
克夫尔和瓦尔瑟里的邮政编码为02600，INSEE市镇编码为02201。

## 政治
克夫尔和瓦尔瑟里所属的省级选区为埃纳河畔维克县。

## 人口

1962-2008年间克夫尔和瓦尔瑟里人口变化图示

克夫尔和瓦尔瑟里于2022年1月1日时的人口数量为466人。